# Château de Valle (Toscane)
Le château de Valle (en italien ; Castello di Valle), également connu sous le nom de Castello di Valli en situé sur la colline dans l'arrière pays nord immédiat de Follonica de la province de Grosseto en Toscane.

## Histoire
Le complexe a été construit vers la fin du IXe siècle comme résidence d'été pour l'archidiocèse de Lucques, puis transmis aux possessions de l'abbaye de Sestinga. Au XIIe siècle, le château passa aux Aldobrandeschi qui, dans la seconde moitié du XIIIe siècle, le cédèrent à la république de Pise.
Le complexe est devenu une partie de la principauté de Piombino au cours du XIVe siècle, suivant son sort jusqu'en 1815, lorsque l'ensemble du territoire a été annexé au grand-duché de Toscane.
Il présente les imposantes ruines de la tour, avec les murs entièrement recouverts de filaretto en pierre ( maçonnerie irrégulière typique de la construction médiévale), où il y a quelques meurtrières. Autour des ruines de la tour, il y a une série de bâtiments en pierre parfaitement conservés, principalement reconstruits dans un style néo-médiéval sur les vestiges des bâtiments d'origine.